# Dharmapur
Dharmapur (nepalski: धर्मपुर) – gaun wikas samiti w środkowej części Nepalu w strefie Dźanakpur w dystrykcie Mahottari. Według nepalskiego spisu powszechnego z 2001 roku liczył on 879 gospodarstw domowych i 4830 mieszkańców (2482 kobiet i 2348 mężczyzn).